# Marco Antônio Gimenez
Marco Antonio Gimenez Valadão (ur. 6 lipca 1981 w Rio de Janeiro) – brazylijski aktor telewizyjny i teatralny. 

## Życiorys

### Wczesne lata
Urodził się w Rio de Janeiro jako syn pary aktorów Jece Valadão i Very Gimenez. Wychowywał się ze starszą siostrą Lucianą (ur. 3 listopada 1969).

### Kariera
Zaczął karierę jako model Calvina Kleina. Występował na scenie w sztukach: Caminhos da Independência (2008), Gdzie teraz jesteś? (Onde está você agora?, 2010), Samotne kobiety szukajcie (Mulheres Solteiras Procuram, 2011-2012), Poskromienie złośnicy (2011) i Meu Ex - Imaginário (2013-2014).
W wieku 34 lat zadebiutował na kinowym ekranie w komedii Ostatnia dziewica (O Último Virgem, 2015), gdzie zagrał nastolatka Deco.

## Wybrana filmografia
- 2003: Mulheres Apaixonadas jako Olavo
- 2004: Um Só Coração jako Lourival Gomes Machado
- 2005-2006: Malhação jako 'Urubu' (Alexandre Camelo)
- 2007: Siedem grzechów (Sete Pecados) jako Vítor
- 2009: Caras & Bocas jako Lucas Rios
- 2010: Malhação jako Flávio
- 2015: Dziesięć przykazań (Os Dez Mandamentos) jako Nadab (syn Aarona)
- 2016: 220 Volts jako Guilherme